# Pycnomorphidiellus polyphagus
Pycnomorphidiellus polyphagus är en skalbaggsart som beskrevs av Tavakilian och Peñaherrera 2003. Pycnomorphidiellus polyphagus ingår i släktet Pycnomorphidiellus och familjen långhorningar.
Artens utbredningsområde är Surinam. Inga underarter finns listade i Catalogue of Life.